# Вандербильт, Корнелиус
Корне́лиус Ва́ндербильт (англ. Vanderbilt, от нидерл. van der Bilt; 27 мая 1794, Порт-Ричмонд, ныне Статен-Айленд, Нью-Йорк — 4 января 1877, Нью-Йорк) — один из богатейших и успешнейших предпринимателей США XIX столетия.

## Биография
Корнелиус Вандербильт родился 27 мая 1794 года на родовой ферме на Статен-Айленде. Он был четвёртым ребёнком в семье Корнелиуса и Фебы Вандербильт (урождённой Хенд). Предки отца происходили из местечка Де-Билт в Утрехте, Нидерланды. Отец будущего миллионера был бедным фермером, также зарабатывал как лодочник в Нью-Йоркском порту. Корнелиус Вандербильт-младший уже в 11 лет оставил школу и на собственном опыте начал изучение проливов и течений в районе Нью-Йорка. За месяц до 16-летия он объявил матери, что собирается уйти из дома и стать моряком. Мать понимала, что сыну просто нужно собственное судно, и потому сделала сыну деловое предложение: он вспашет и засеет на их ферме каменистый участок в 8 акров, после чего получит от неё взаймы 100 долларов на покупку судна. Так в 16 лет он стал владельцем небольшой баржи под названием «Быстроходная». Он перевозил пассажиров со Статен-Айленда на Манхэттен, беря с них по 18 центов. К концу года он отдал матери долг и внёс в семейный бюджет свыше тысячи долларов. Вскоре в его владении находилась уже целая флотилия из мелких судов.
Во время англо-американской войны 1812 года он, несмотря на блокаду англичанами нью-йоркской гавани, перевозил по морю припасы для шести американских гарнизонов, расположенных на её берегах. 19 декабря 1813 года он женился на своей соседке и кузине Софии Джонсон (1795—1868), дочери его тёти Элизабет Джонсон. Они переехали в пансионат на Брод-стрит на Манхэттене. У них с женой родилось 13 детей, один из которых умер во младенчестве. Вдобавок к своему предприятию по перевозке Вандербильт купил шхуну «Шарлотта», принадлежавшую ранее его сводному брату, и занялся торговлей продуктами питания и другими товарами. Когда Вандербильту исполнилось 22 года, он был владельцем уже нескольких судов и ему удалось скопить 9000 долларов.
В 1818 году Корнелиус Вандербильт, назначив управляющего для своей транспортной линии, становится управляющим пароходной линией у Томаса Гиббонса, плантатора из Джорджии. В то время Гиббонс сражался с монополией на пароходные перевозки в водах Нью-Йорка, выданной Нью-Йоркским муниципалитетом влиятельному предпринимателю Роберту Ливингстону и создателю одного из первых пароходов Роберту Фултону. Хотя оба они к тому времени были мертвы, монополия принадлежала потомкам Ливингстона, которые предоставили лицензию на перевозки между Нью-Йорком и Нью-Джерси бывшему сенатору и губернатору Аарону Огдену. Гиббонс преследовал также и личные мотивы, желая разорить Огдена. Для того, чтобы осуществить свой замысел, он срезал цены и подал иск в Верховный суд США, надеясь опрокинуть монополию.
Работая на Гиббонса, Вандербильт научился управлять большим и сложным бизнесом. Он переехал в Нью-Брансуик в штате Нью-Джерси — пароходную станцию на линии Гиббонса, между Нью-Йорком и Филадельфией, где его жена, София, держала очень прибыльную гостиницу. Вандербильт также быстро учился юриспруденции, представляя Гиббонса на встречах с юристами. Он нанял Дэниэла Уэбстера, известного в то время юриста, для защиты своего собственного иска против монополии Ливингстонов, который рассматривался сразу после дела Гиббонса. Его дело так и не было рассмотрено, так как по делу Гиббонса суд вынес решение, что власти определённого штата не имеют права препятствовать торговле между штатами (в данном случае выдавать монопольные права). Это судебное решение сыграло важную роль в становлении законодательства в США.

## Пароходы
После смерти Томаса Гиббонса в 1826 году Вандербильт работал на его сына, Уильяма, до 1829 года. Хотя он всегда вел дела собственной линии, теперь он работал исключительно на себя. Шаг за шагом он открывал линии между Нью-Йорком и окружающими регионами. Сперва он взял на себя линию Гиббонса в Нью-Джерси, потом переключился на запад затоки Лонг-Айленд.
В 1831-м он взял на себя транспортную линию в Пикскил, Нью-Йорк, до этого принадлежавшую его брату, Джейкобу. В том году он столкнулся с конкуренцией Дэниеля Дрю, который заставил Вандербильта выкупить его дело. Впечатленные этим, Вандербильт и Дрю стали тайными партнёрами на следующие 30 лет, так как оба решили, что конкурентная борьба между ними бесполезна.
8 ноября 1833 года Вандербильт чуть не погиб в железнодорожной аварии на пути из Кэмдена в Амбой. Ещё одним пассажиром того поезда был экс-президент США Джон Куинси Адамс.
В 1834-м Вандербильт боролся с пароходной монополией между Нью-Йорком и Олбани. Используя название «The People’s Line» для своей кампании, он пытался ассоциировать его с пришедшими к власти демократами во главе с Эндрю Джексоном. К концу года монополия выплатила крупную сумму как выкуп и он переключил свои операции на пролив Лонг-Айленд.
В 30-х годах XIX века США переживали первую волну индустриальной революции. В огромных количествах открывались первые текстильные фабрики в Новой Англии. Многие первые железные дороги в США строились между Бостоном и затокой Лонг-Айленд с целью соединить с пароходными линиями, ведущими в Нью-Йорк. К концу десятилетия Вандербильт преобладал в пароходном бизнесе в затоке. И он начал перехватывать управление близлежащими железными дорогами. В 1840 году он решил захватить железную дорогу «Стонингтон», соединявшую Нью-Йорк с Бостоном. Снижая цены на конкурирующих дорогах, Вандербильт вызвал тревогу на бирже, которая привела к падению цен на акции «Стонингтон», и в 1847 году стал президентом этой железной дороги, первой из многих, над которыми он позже получит контроль.
На протяжении следующих лет Вандербильт завладел многими объектами недвижимости в Нью-Йорке и Статен-Айленде и захватил Статен-Айленд Ферри в 1838 году. Именно в 1830-х годах он получил прозвище «Командор» — высшее воинское звание во флоте США. Прозвище для видного деятеля пароходного бизнеса прицепилось к Вандербильту до конца 1840-х годов.

## Межконтинентальные перевозки
Когда в 1849 году началась «Золотая лихорадка» в Калифорнии, Вандербильт переключился с регионального пароходства на межконтинентальные перевозки. Многие мигранты, направлявшиеся в Калифорнию, и почти всё золото, направленное на восточное побережье США, отправлялось пароходом в Панаму, где следовало преодолеть перевал. (Позже была основана Панамская железная дорога для создания более комфортных условий). Вандербильт предложил идею создания канала через Никарагуа, так как эта страна была ближе к США.
Вандербильт предложил идею создания канала, проходящего через Никарагуа и реку Сан-Хуан. Но ему не удалось привлечь достаточно средств для строительства канала, и он проложил пароходный маршрут в Никарагуа и основал компанию по перевозке пассажиров. Маршрут пролегал на пароходе по озеру и реке железнодорожным путём, длинной 12 миль между портом Сан-Хуан-дель-Сур в Тихом океане и Вирджин-бэй на озере Никарагуа.
В 1852 году разногласия с Джозефом Уайтом, партнером Вандербильта по бизнесу, привели к конфликту, в результате которого Вандербильт заставил руководство компании выкупить его корабли по огромной цене. В начале 1853 он вместе с семьёй отправился в тур по Европе на яхте «Северная звезда». Пока он отсутствовал, Уайт сговорился с Чарльзом Морганом, бывшим союзником Вандербильта, с целью заморозить выплату денег от компании.
Когда Вандербильт возвратился, в ответ он проложил пароходную линию в Калифорнию и стал снижать цены, пока Морган и Уайт не выкупили её. После он решил заняться перевозками через Атлантику, конкурируя с «Collins Line», которую возглавлял Эдвард Коллинс. В конце концов, стараниями Вандербильта, Коллинс обанкротился. В 1850-х годах он также получил контроль над многими судоходствами и «Allaire Iron Works», главным производителем судовых паровых двигателей в Нью-Йорке.
В ноябре 1855 года Вандербильт решил вернуть утраченный контроль над основанной им компанией в Никарагуа. В том же году авантюрист Уильям Уокер захватил власть в Никарагуа. Эдмунд Рандольф, близкий друг Уокера, принудил Корнелиуса Гаррисона — агента компании Вандербильта в Сан-Франциско — выступить против своего хозяина. Рандольф убедил Уокера объявить существование компании незаконным и передать ему все активы компании и права на перевозки. Позже Рандольф продал их Гаррисону. Гаррисон вовлек в операцию Чарльза Моргана в Нью-Йорке. Все эти действия были неизвестны ни широкой публике, ни Вандербильту, как раз вставшему у руководства компанией. После известия об этом он попытался убедить правительства США и Великобритании помочь ему вернуть компании её права и собственность, но получил отказ.
Тогда он пошёл на переговоры с правительствами Коста-Рики и других стран, которые объявили Уокеру войну. Вандербильт отправил человека в Коста-Рику, организовавшего рейд, целью которого было захватить пароходы, стоявшие на реке Сан-Хуан, отрезав Уокера от подкрепления со стороны США. Уокер был вынужден сдаться и был депортирован из страны офицером Военно-морского флота США. Но новое правительство Никарагуа отказало Вандербильту возобновить перевозки, так что он создал пароходную линию в Панаму, в итоге став монополистом в перевозке грузов и пассажиров из Калифорнии.

## Гражданская война
Когда в 1861 году началась Гражданская война, Вандербильт попытался пожертвовать свой самый большой корабль, «Вандербильт», флоту США. Однако секретарь флота (то есть министр военно-морских сил) Гидеон Уэлс отказался, считая его слишком дорогим в эксплуатации и обслуживании и надеясь, что война окажется недолгой. У Вандербильта не было другого выбора, кроме как сдать корабль в аренду Военному Министерству по цене, установленной брокерами. Когда броненосец конфедератов «Вирджиния» (известный на севере также как «Мерримак») внес опустошение в силы северян в битве на Хэмптонском рейде, военный министр Эдвин Стэнтон и президент Авраам Линкольн обратились к Вандербильту за помощью. В этот раз он успешно пожертвовал корабль флоту северян, вооружив его тараном и укомплектовав отборными офицерами. Это помогло сдержать «Вирджинию», после чего Вандербильт превратил его в крейсер для охоты на рейдерский корабль «Алабама», капитаном которого был Рафаэль Сэмс. Вандербильт также финансировал снаряжение крупной экспедиции в Нью-Орлеан. Но он потерял своего младшего и любимого сына и наследника Джорджа Вашингтона Вандербильта, который, окончив Военную Академию США, тяжело заболел и умер, так и не увидев битвы.

## Конец жизни
К середине 1850-х годов Вандербильт стал крупнейшим судовладельцем США. В 1853 году, имея 11 миллионов в банке, Вандербильт построил 80-метровую яхту «Северная звезда» стоимостью полмиллиона долларов. Это была первая такого класса частная яхта — с обитой бархатом мебелью, с десятью салонами и столовой, отделанной мрамором. Со всей семьёй и в компании друзей он совершил круиз вокруг Европы. Когда яхта проходила мимо маленькой фермы на Статен-Айленде, Вандербильт приказал дать военный салют в честь своей 86-летней матери. Возвратившись из путешествия, Вандербильт обнаружил, что его агенты, которым он поручил управлять перевозками через Никарагуа, ведут двойную игру и пытаются взять предприятие в свои руки. Взбешенный Вандербильт написал короткое письмо:
Джентльмены, вы попытались меня надуть. Я не буду преследовать вас по суду, потому что это слишком долгое дело. Я вас просто раздавлю. Искренне ваш, К. Вандербильт.
Он создал альтернативный маршрут через Панаму и очень сильно снизил цены. Соперники капитулировали через год. Более того, через год все остальные компании-конкуренты, не выдержав войны цен, согласились выплатить 40 000 долларов за отказ от никарагуанского маршрута.
В 1873 году он открывает железнодорожное сообщение между Нью-Йорком и Чикаго. В том же году Вандербильт жертвует 1 миллион долларов на основание университета в городе Нашвилл (Вандербильт-университет). Сегодня этот университет относится к наиболее престижным высшим учебным заведениям США.
Наряду с Эндрю Карнеги, Джоном Д. Рокфеллером и Джоном П. Морганом Корнелиус Вандербильт являлся крупнейшим предпринимателем США второй половины XIX века. В результате удачных биржевых спекуляций он ещё более увеличил своё состояние. К концу жизни Корнелиус Вандербильт обладал более чем 100 миллионами долларов, что в покупательском эквиваленте на 2008 год составляет 143 миллиарда долларов. Современники называли Корнелиуса Вандербильта «Железнодорожным королём» (Railroad King) и «командором» (commodore). По политическим убеждениям Корнелиус Вандербильт был республиканцем.

## Семья
Корнелиус Вандербильт был дважды женат: первая жена — София Джонсон (женился в 1813 году, умерла в 1868 году); вторая жена — Фрэнк Армстронг Кроуфорд.
В первом браке у Корнелиуса родилось 13 детей:
| - Фиби Джейн Вандербильт (1814—1878) - Этелинда Вандербильт (1817—1889) - Элиза Матильда Вандербильт (1819—1890) - Уильям Генри Вандербильт (1821—1885) - Эмили Альмира Вандербильт (1823—1896) - София Джонсон Вандербильт (1825—1912) - Мария Луиза Вандербильт (1827—1896) | - Фрэнсис Лавиния Вандербильт (1829—1868) - Корнелиус Иеремия Вандербильт (1830—1882) - Джордж Вашингтон Вандербильт (1832—1836) - Мэри Алисия Вандербильт (1834—1902) - Кэтрин Жюльет Вандербильт (1836—1881) - Джордж Вашингтон Вандербильт (1839—1863) |